# ماساهیرو کازوما
ماساهیرو کازوما (انگلیسی: Masahiro Kazuma؛ زادهٔ ۲۲ ژوئن ۱۹۸۲) بازیکن فوتبال اهل ژاپن است.
از باشگاه‌هایی که در آن بازی کرده‌است می‌توان به باشگاه فوتبال یوکوهاما مارینوس و باشگاه فوتبال آلبیرکس نیگاتا اشاره کرد.